# Bom Jardim da Serra
Bom Jardim da Serra é um município brasileiro do estado de Santa Catarina. Localiza-se a uma latitude 28º20'13" sul e a uma longitude 49º37'29" oeste, estando a uma altitude de 1.232 metros. Sua população, segundo censo do IBGE de 2010, era de 4 400 habitantes.
A população de Bom Jardim da Serra é das mais variadas origens, das quais predominam os descendentes de portugueses, italianos e espanhóis que se dedicam ao cultivo da maçã e de batatas, e tem na pecuária uma grande força no comércio da região. É neste município que se localiza o mirante da serra do Rio do Rastro que oferece uma vista pelas planícies catarinenses e ao fundo pelo litoral do estado.
Durante o inverno, há a possibilidade de neve na região.

## História

### Origens e povoamento
A história de Bom Jardim da Serra tem ligação íntima com a de São Joaquim, da qual fazia parte até 1967. 
Seu território passou a ser colonizado no século XIX. Vieram em excesso os colonizadores de Lages e certas pessoas provenientes do Rio Grande do Sul. Porém, já no século XVIII, em seu deslocamento, os tropeiros passavam pelas suas terras, dirigindo-se ao litoral ou, ao inverso, passavam pelo litoral, dirigindo-se à região do atual município, pelo caminho que Francisco de Souza Faria abriu em 1728, a conhecida Estrada dos Conventos. Por aproximadamente um século, o tropeiro teve grande importância na vida do atual município; levando em sua descida ao litoral abaixo, pela extraordinária serra de difícil subida, charque, sebo, courama, e trazendo em seu retorno, tecidos, querosene]], sal, armas.

### Formação administrativa
Quando a localidade passou a ser chamada de Nossa Senhora do Socorro, elevou-se à categoria de distrito em 1905. Sua autonomia foi conquistada, por meio da Lei nº 1052, de 26 de janeiro de 1967, ocorrendo a instalação do novo município em 5 de março do mesmo ano. O primeiro prefeito foi Venâncio Borges de Carvalho, em 1967, sucedido por Paulo Cristaldo Cassettari, em 1969, prefeito que venceu as primeiras eleições municipais realizadas em Bom Jardim da Serra.

## Clima
Bom Jardim da Serra apresenta um clima temperado oceânico (Cfb), com temperaturas amenas no verão e baixas no inverno e chuvas bem distribuídas durante o ano. A cidade é considerada uma das mais frias do Brasil, com geadas podendo ocorrer em todos os meses do ano e neve de abril a outubro, sendo junho, julho e agosto os meses mais propícios para se observar o fenômeno.
Em fevereiro de 2011, o CIRAM instalou uma estação meteorológica automática na cidade. A menor temperatura registrada até agora foi de -9,2 °C, no dia 8 de junho de 2012. No dia 19 de junho de 2023, foi registrada a temperatura de -10,9 ºC em outra estação automatizada localizada no loteamento Terra do Gelo.
| Dados climatológicos para Bom Jardim da Serra | Dados climatológicos para Bom Jardim da Serra | Dados climatológicos para Bom Jardim da Serra | Dados climatológicos para Bom Jardim da Serra | Dados climatológicos para Bom Jardim da Serra | Dados climatológicos para Bom Jardim da Serra | Dados climatológicos para Bom Jardim da Serra | Dados climatológicos para Bom Jardim da Serra | Dados climatológicos para Bom Jardim da Serra | Dados climatológicos para Bom Jardim da Serra | Dados climatológicos para Bom Jardim da Serra | Dados climatológicos para Bom Jardim da Serra | Dados climatológicos para Bom Jardim da Serra | Dados climatológicos para Bom Jardim da Serra |
| Mês                                           | Jan                                           | Fev                                           | Mar                                           | Abr                                           | Mai                                           | Jun                                           | Jul                                           | Ago                                           | Set                                           | Out                                           | Nov                                           | Dez                                           | Ano                                           |
| --------------------------------------------- | --------------------------------------------- | --------------------------------------------- | --------------------------------------------- | --------------------------------------------- | --------------------------------------------- | --------------------------------------------- | --------------------------------------------- | --------------------------------------------- | --------------------------------------------- | --------------------------------------------- | --------------------------------------------- | --------------------------------------------- | --------------------------------------------- |
| Temperatura máxima recorde (°C)               | 32,0                                          | 28,6                                          | 29,0                                          | 29,1                                          | 25,7                                          | 24,1                                          | 26,3                                          | 26,1                                          | 29,1                                          | 27,8                                          | 28,6                                          | 30,6                                          | 32,0                                          |
| Temperatura mínima recorde (°C)               | 4,7                                           | 3,6                                           | −2,8                                          | −4,9                                          | −5,9                                          | −9,2                                          | −8,8                                          | −7,7                                          | −5,3                                          | −1,4                                          | −1,5                                          | 1,4                                           | −9,2                                          |
| Fonte: EPAGRI/CIRAM                           |                                               |                                               |                                               |                                               |                                               |                                               |                                               |                                               |                                               |                                               |                                               |                                               |                                               |

## Infraestrutura

### Rodovias
A principal rodovia de Bom Jardim da Serra é a SC-390 (antiga SC-438). A rodovia liga a cidade até Lauro Muller (sentido leste) e São Joaquim (ao oeste). No sentido leste encontra-se o Mirante da Serra do Rio do Rastro, que atrai visitantes durante o ano.
Está sendo pavimentada a rodovia BJ-050, conhecida como Rota dos Cânions que ligará Bom Jardim da Serra até São José dos Ausentes, no Rio Grande do Sul. Esta rodovia faz parte do plano turístico de integração turística das serras Gaúcha e Catarinense.

### Saúde
Bom Jardim Da Serra conta com um hospital, o Hospital Municipal Américo Caetano do Amaral, uma Unidade Básica de Saúde, com duas equipes de saúde da família, uma clínica particular e dois consultórios odontológicos.

## Pontos turísticos

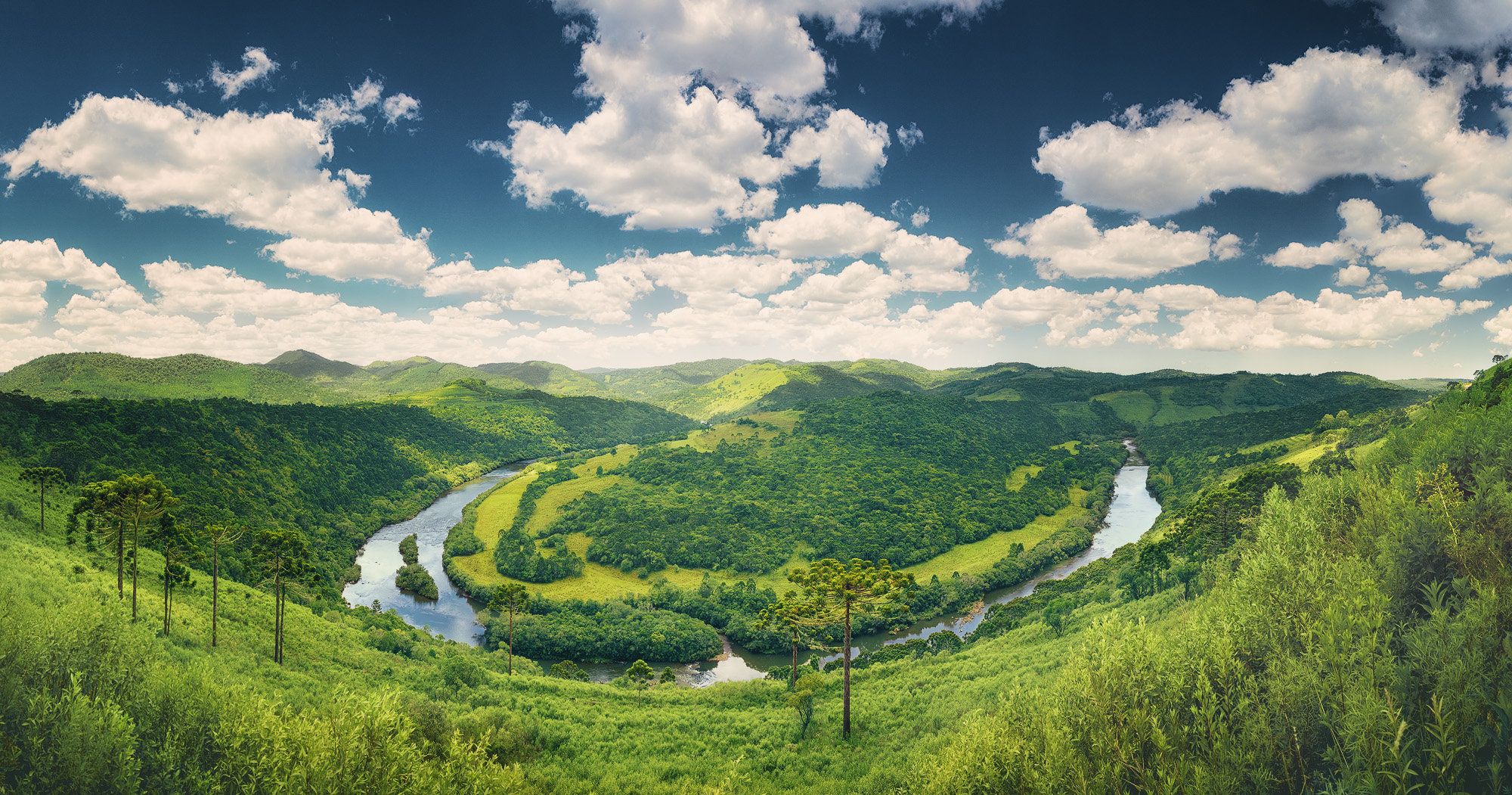
Rotas

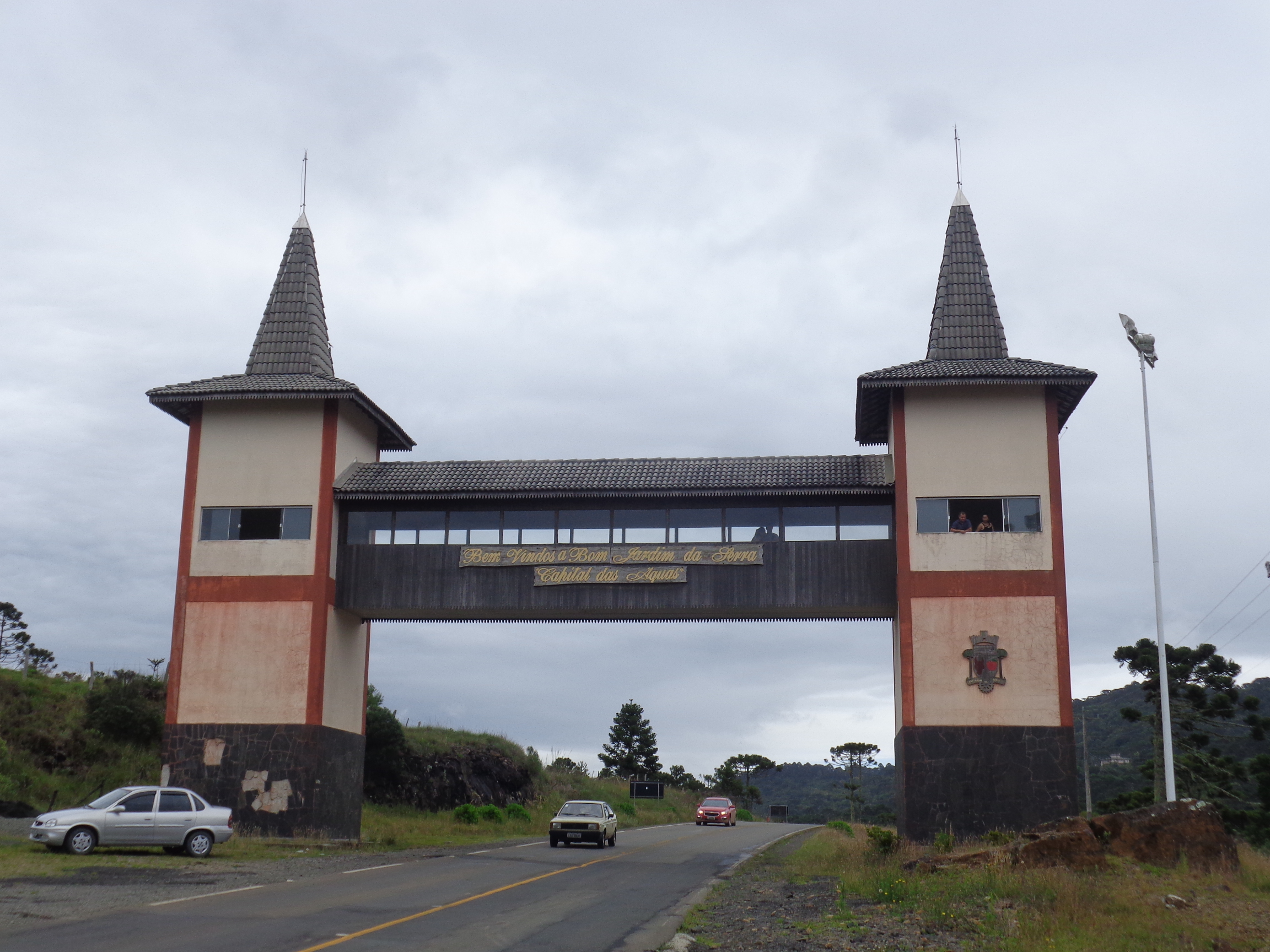
Portal de entrada de Bom Jardim da Serra na SC-390

- Cânion  do Funil
- Cânion da Ronda
- Cânion Laranjeiras
- Mirante Da Serra Do Rio Do Rastro
- Cascata da Barrinha
- Cascata do Pelotas
- Parque Nacional de São Joaquim